# Fredrik Bauer
Fredrik Bauer (1995) è un ex sciatore alpino svedese.

## Biografia
Attivo in gare FIS dal novembre del 2010, Bauer ha esordito in Coppa Europa il 30 gennaio 2013 a Sarentino in discesa libera (97º). Non ha debuttato in Coppa del Mondo né preso parte a rassegne olimpiche o iridate e si è ritirato al termine della stagione 2014-2015; la sua ultima gara in carriera è stata una discesa libera FIS disputata il 7 aprile ad Aspen, non completata da Bauer.

## Palmarès

### Campionati svedesi
- 1 medaglia:
  - 1 argento (discesa libera nel 2015)